# 嘉定府
嘉定府，南宋时设置的府。

嘉定府在四川省的位置（1820年）

庆元二年（1196年），以宋宁宗潜邸升嘉州置，治所在龙游县（清朝时改名乐山县，今乐山市）。属成都府路，下领五县一监：龙游县、洪雅县、夹江县、峨眉县、犍为县、丰远监。辖境相当今四川省乐山、犍为、峨眉山、夹江、洪雅、沐川等市县地。

嘉州瞻峨門

元朝至元十三年（1276年）改为嘉定府路。明洪武四年（1371年）复为府。属四川省。九年降为嘉定州。清朝雍正十二年（1734年）复升为府。隸建昌道。領縣七樂山縣、峩眉縣、洪雅縣、夾江縣、犍為縣、榮縣、威遠縣及廳一峩邊廳。1913年废。